# バルティック・プリンセス
バルティック・プリンセスは、エストニアのタリンクが運航しているフェリーである。

## 概要
バルチック・プリンセスは、2008年にタリンクが建造したフェリーである。
客室は927室で、ベッドの数は2484ある。デッキは、12まである。また、速力は24.5ノットある。

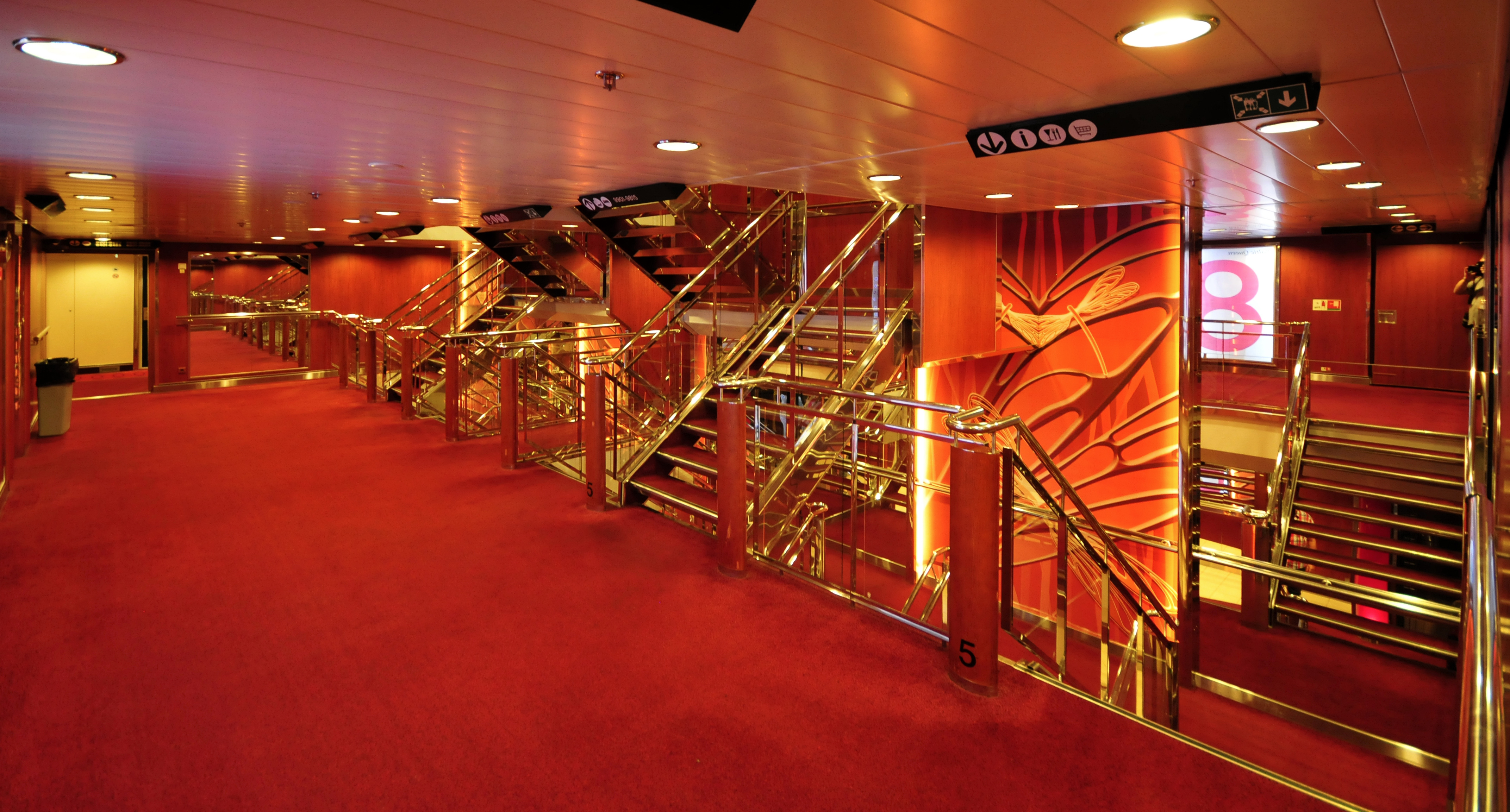
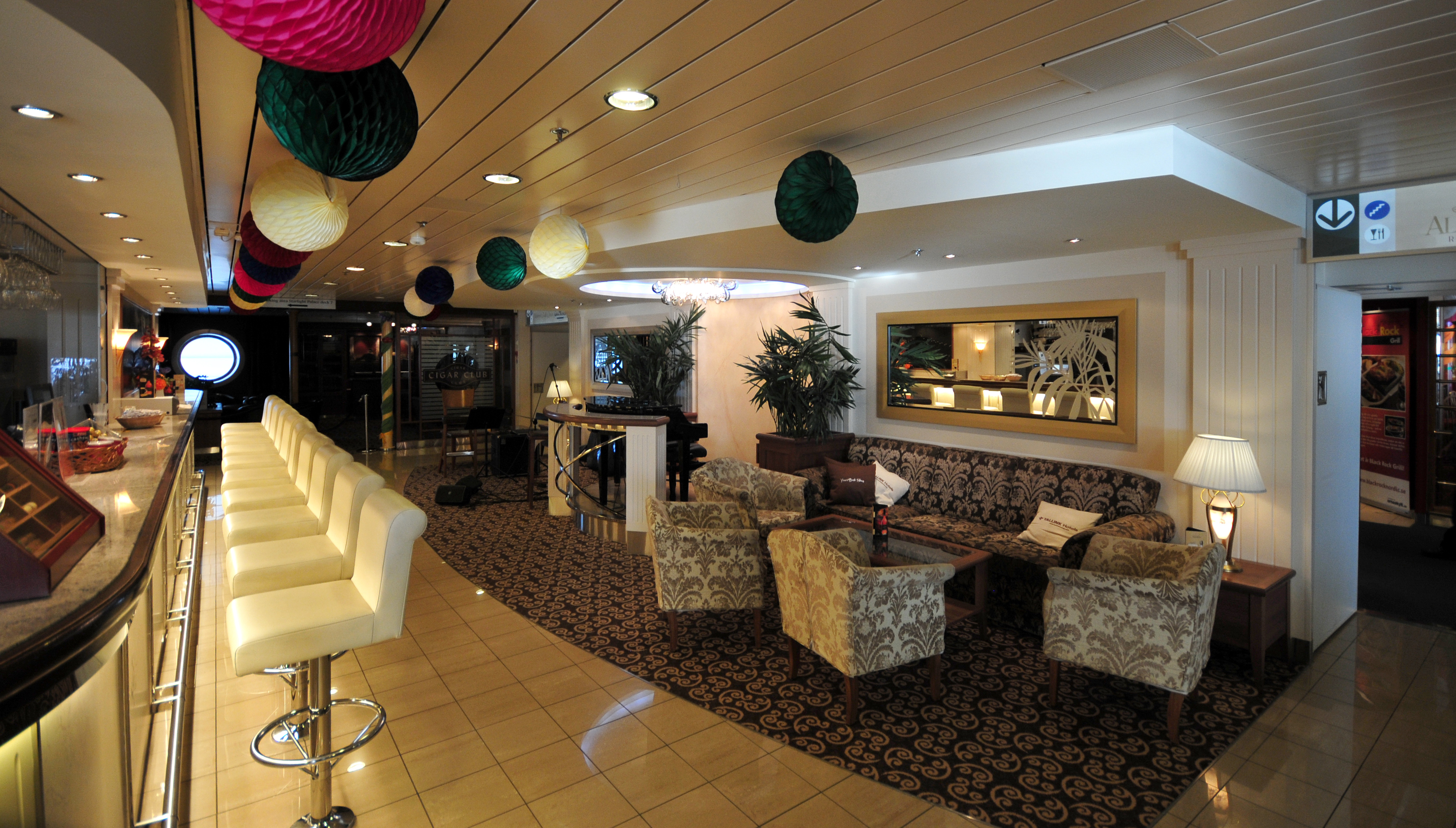
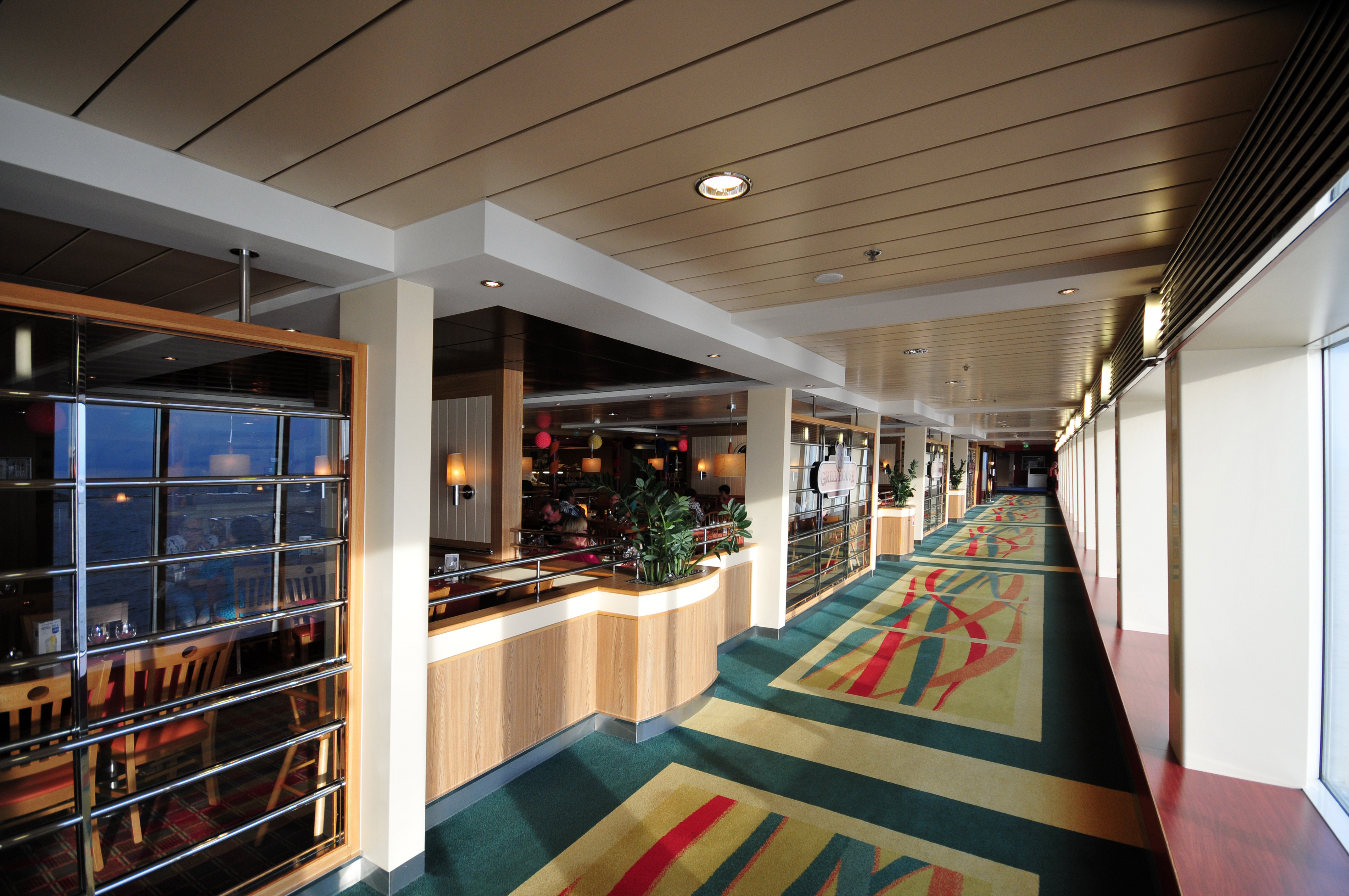
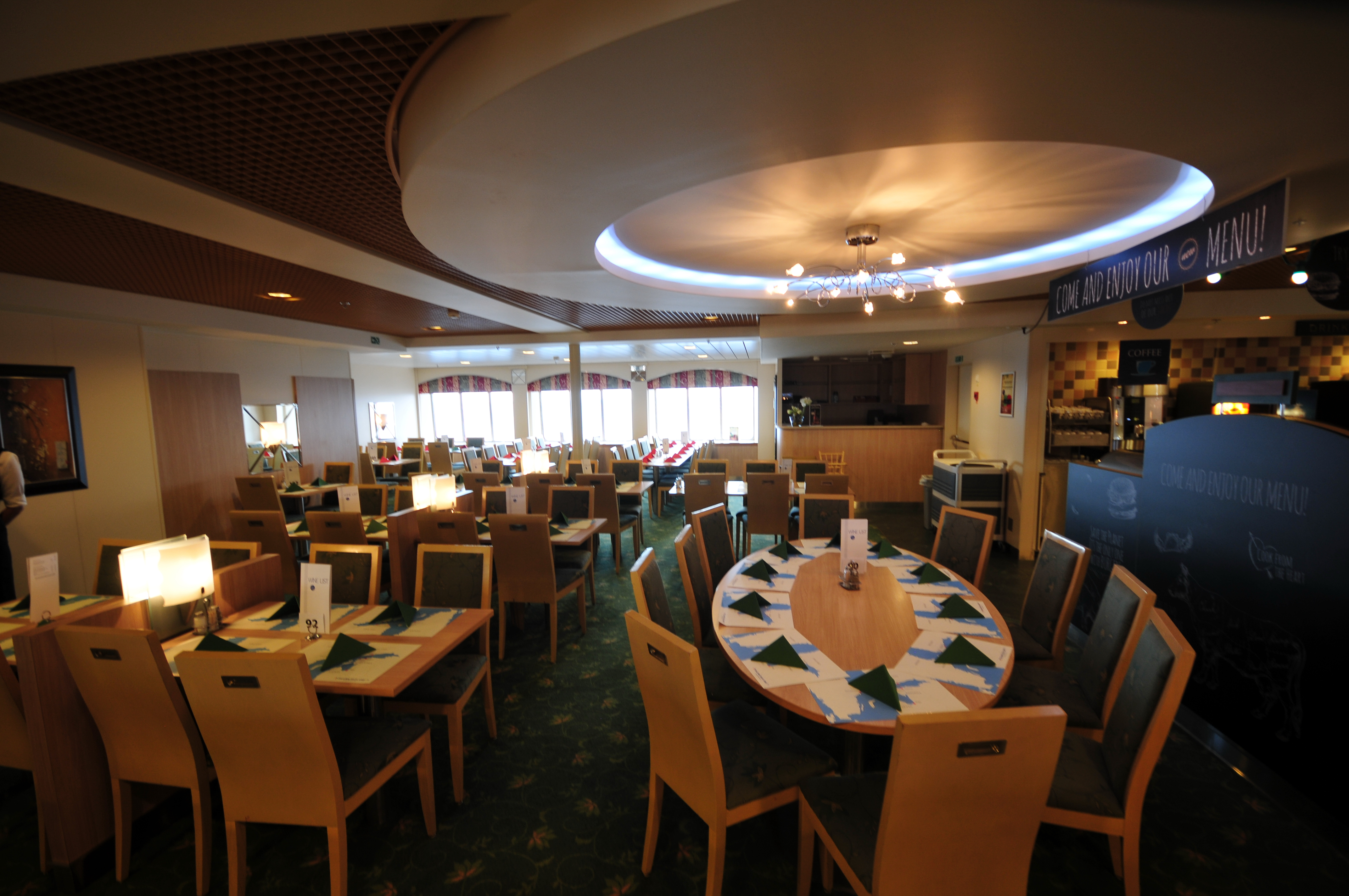
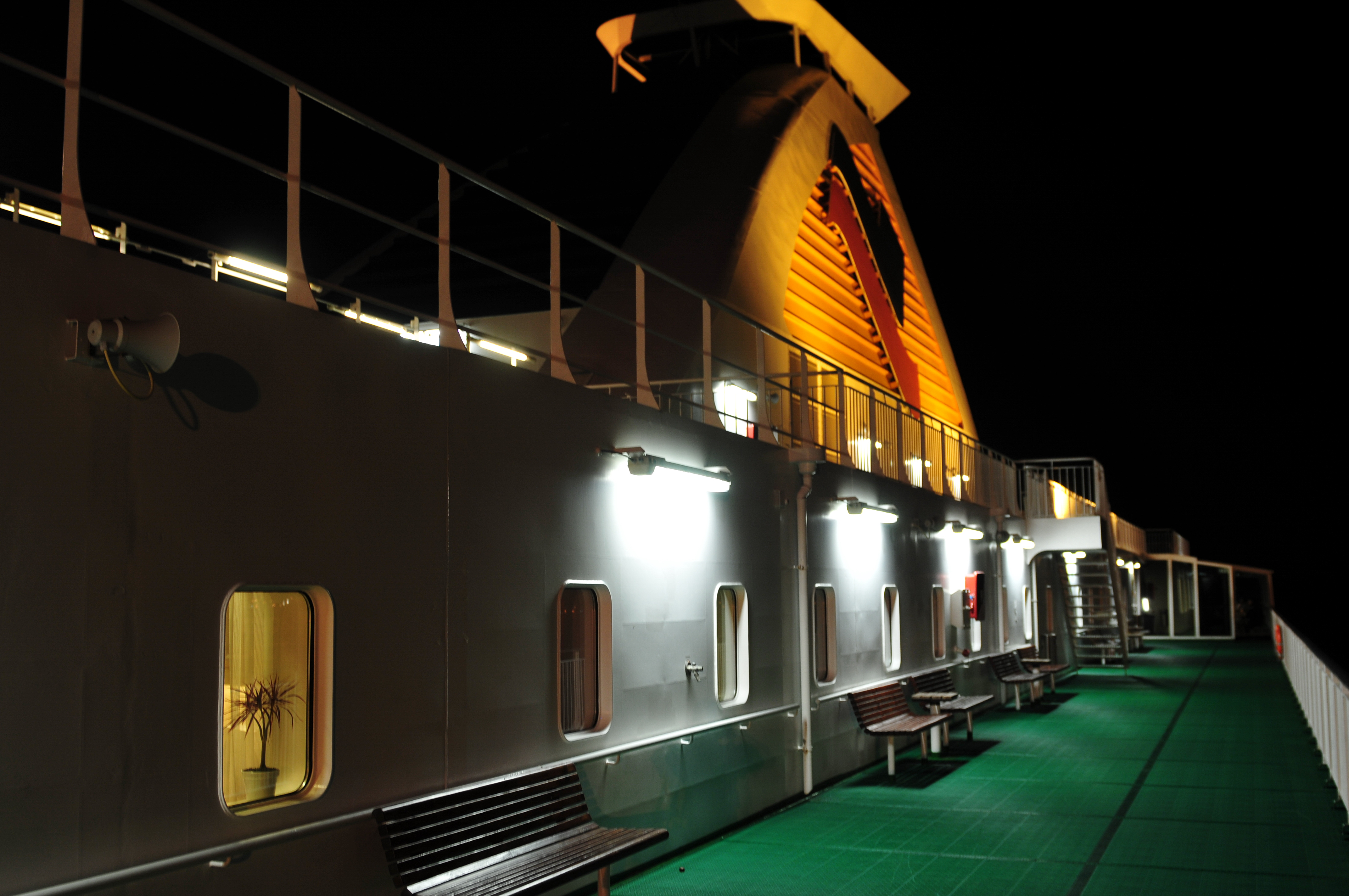
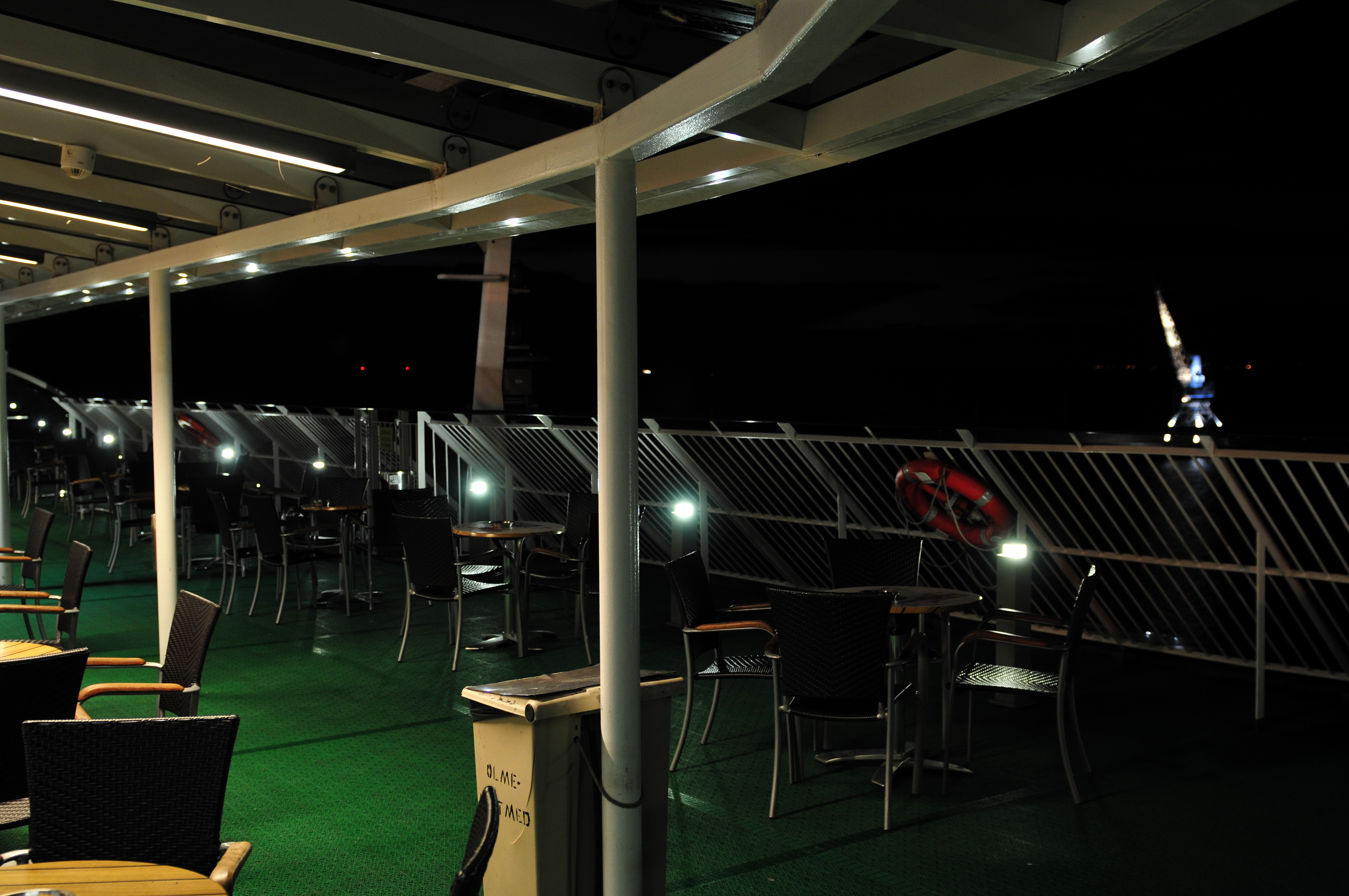
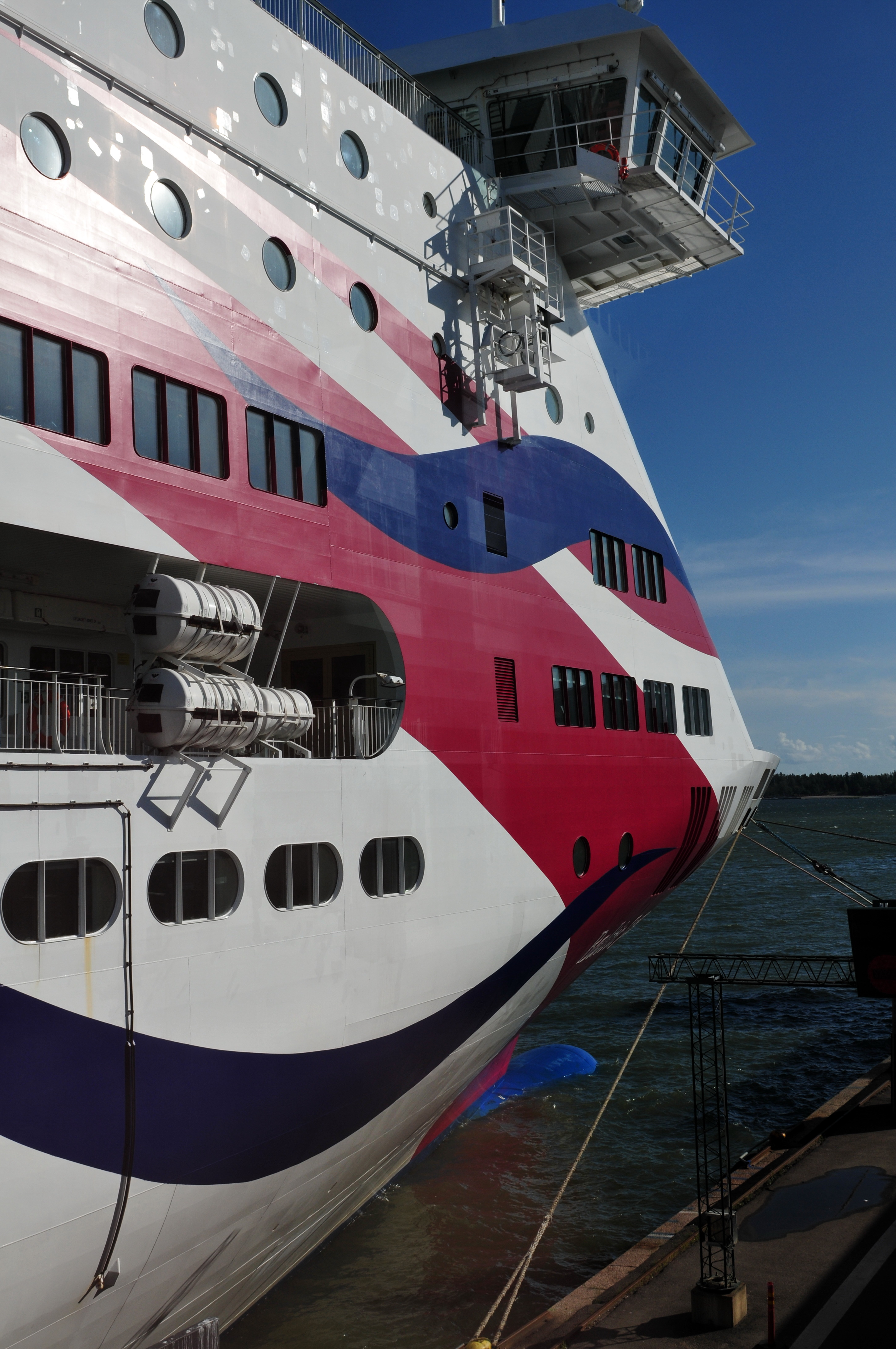